# National Gallery of Ireland

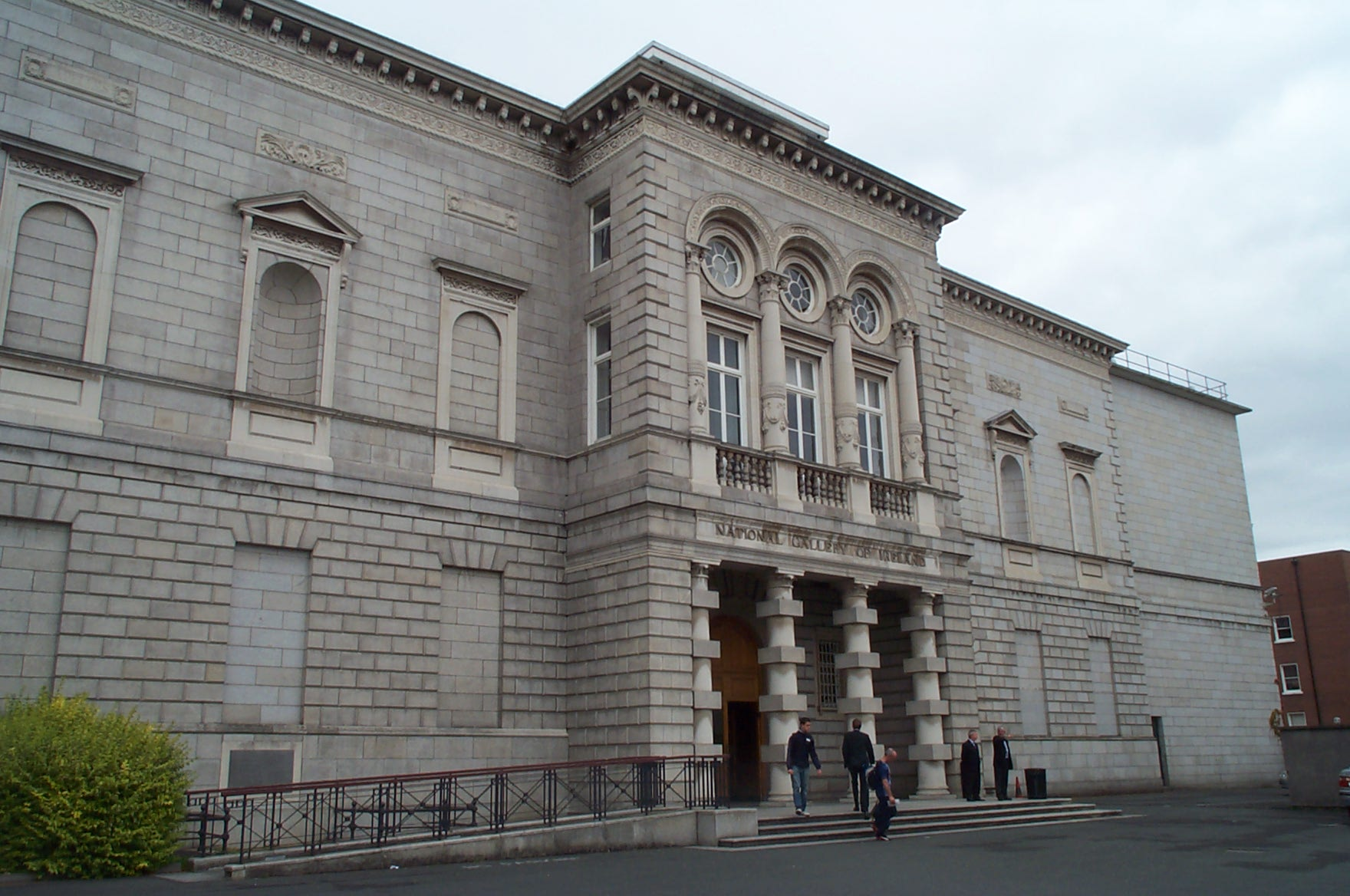
National Gallery of Ireland 2006

Die National Gallery of Ireland (irisch Gailearaí Náisiúnta na hÉireann) in Dublin, Merrion Square West, beherbergt eine nationale Sammlung irischer und europäischer Kunst. Sie wurde 1864, zehn Jahre nach ihrer Gründung, für das Publikum eröffnet und enthält eine umfassende und repräsentative Sammlung irischer Malerei und namhafte Gemälde des italienischen Barocks und holländischer Meister.

## Überblick
Ihr erster Direktor war George Francis Mulvany (1809–1869). Von 1988 bis 2012 amtierte Raymond Keaveney, dem 2012 Sean Rainbird folgte, der von 2006 bis 2012 die Staatsgalerie Stuttgart geleitet hatte.
Ein Teil der Sammlung ist online abrufbar, wobei zwischen den folgenden Kategorien unterschieden wird: Zeichnungen, Drucke, Gemälde, Bildende Kunst, Fotografien, Miniaturen, Glaskunst und Metallarbeiten.
Der Eintritt ist frei, aufgrund von Kapazitätsbeschränkungen besteht dennoch die Möglichkeit vorab online ein Ticket zu buchen.
Zur Sammlung gehören unter anderem folgende Meisterwerke::
- Fra Angelico (Die Heiligen Cosmas und Damian und ihre Brüder überleben den Feuertod, ca. 1439–1442)
- Tizian (Ecce Homo, 1558–1560)
- Lavinia Fontana (Der Besuch der Königin von Saba, ca. 1600)[5]
- Caravaggio (Gefangennahme Christi, 1602)
- Diego Velázquez (Küchenmagd beim Mahl von Emmaus, ca. 1617–1618)
- Rembrandt van Rijn (Die Ruhe auf der Flucht nach Ägypten, 1647)
- Jan Vermeer (Briefschreiberin und Dienstmagd, ca. 1670)[6]
- Thomas Gainsborough (Cottage Mädchen mit Hund und Krug, 1785)[7]
- Goya (Portrait von Antonia Zárate, 1805)[8]
- William Turner (Schiff im Sturm, bei der Einfahrt auf Plymouth Sound, ca. 1814)[9]
- Thomas Farrell (Bronzestatue William Dargan, 1863)
- Claude Monet (Die Bucht von Argenteuil mit einem Segelboot, 1874)
- Edgar Degas (Two Ballet Dancers in a Dressing Room, 1880)[10]
- Vincent van Gogh (Blick auf Paris vom Montmartre, 1886)
- Juan Gris (Pierrot, 1921)[11]

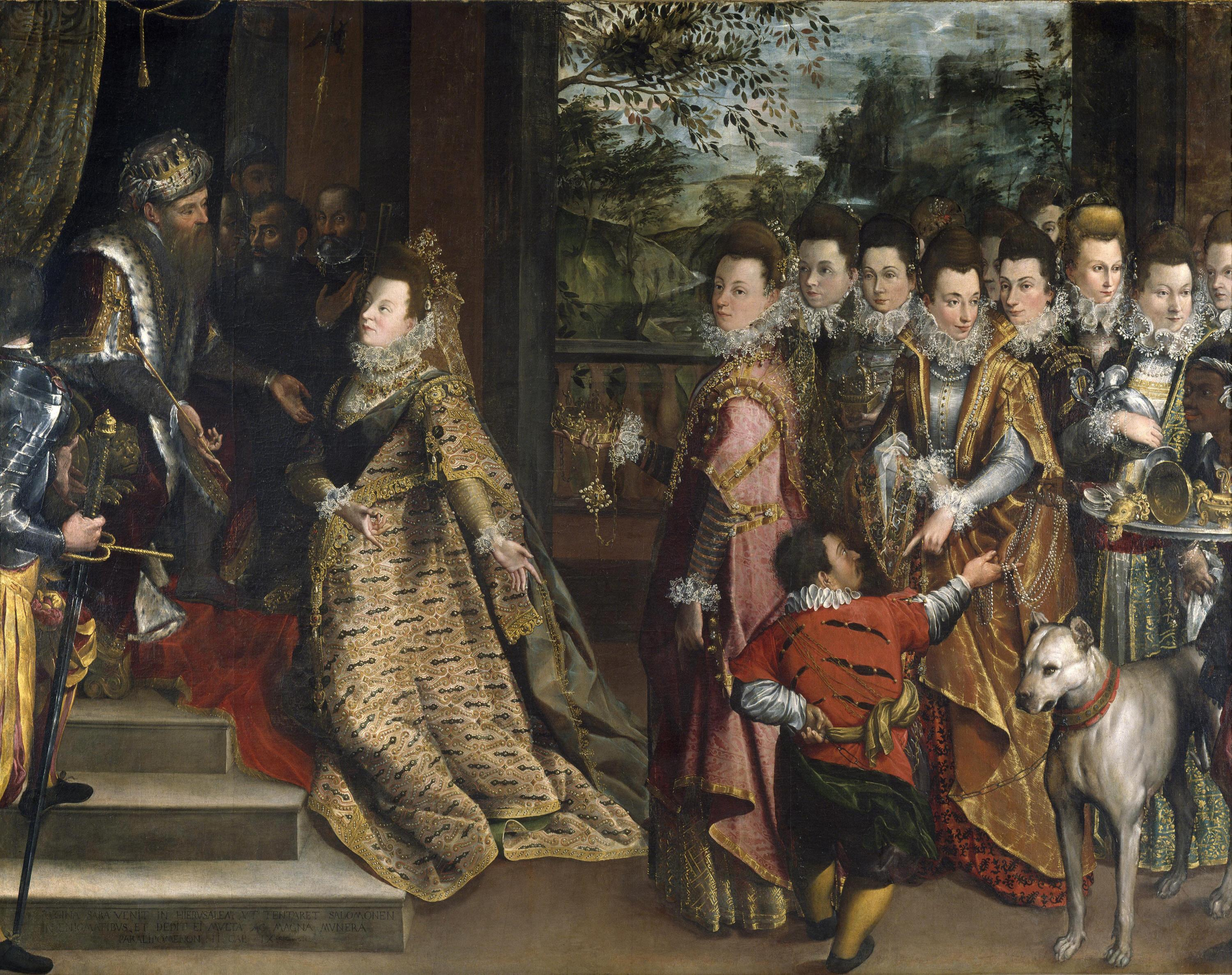
Lavinia Fontana Besuch der Königin von Saba
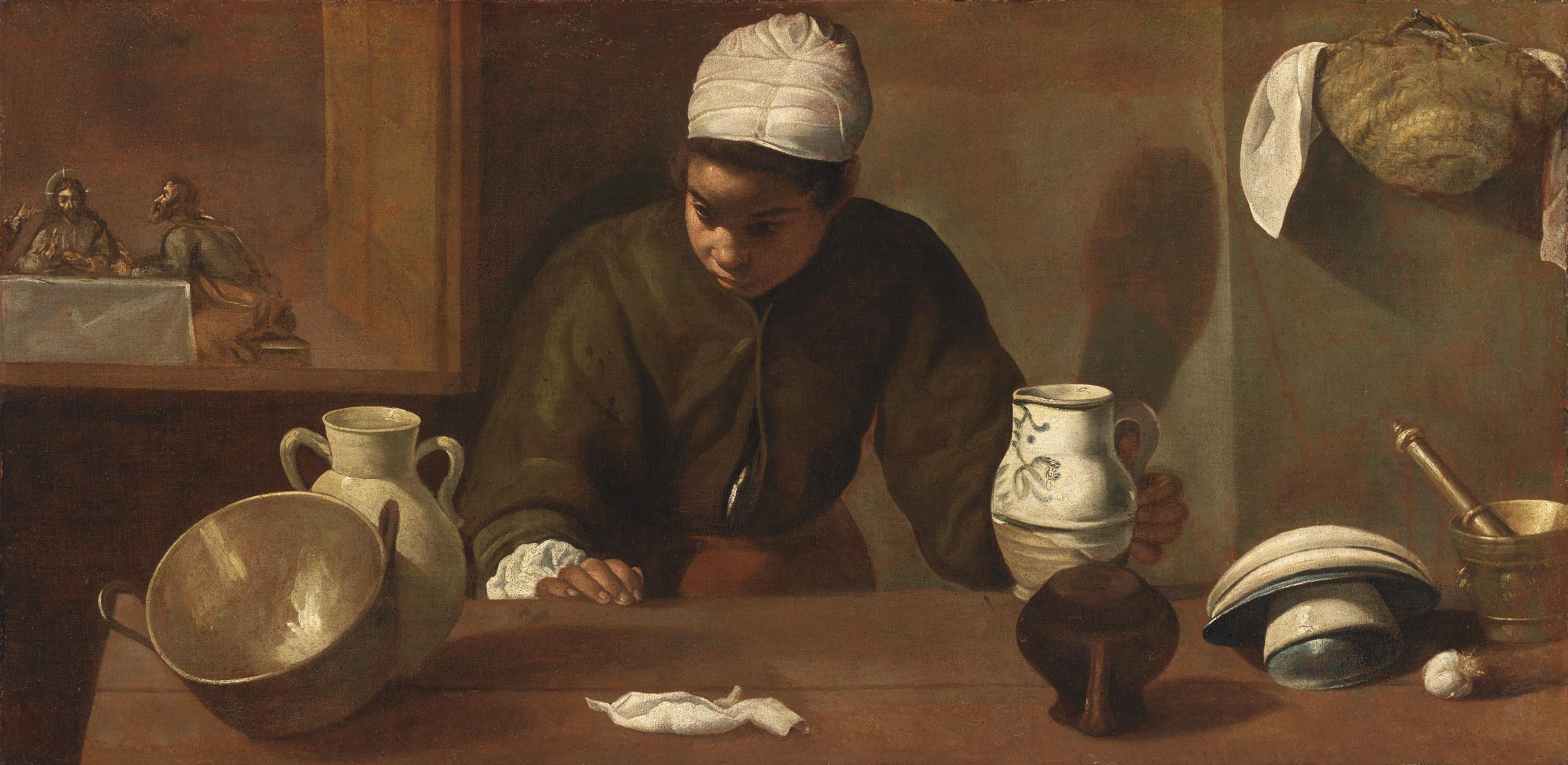
Diego Velázquez Küchenmagd beim Mahl von Emmaus
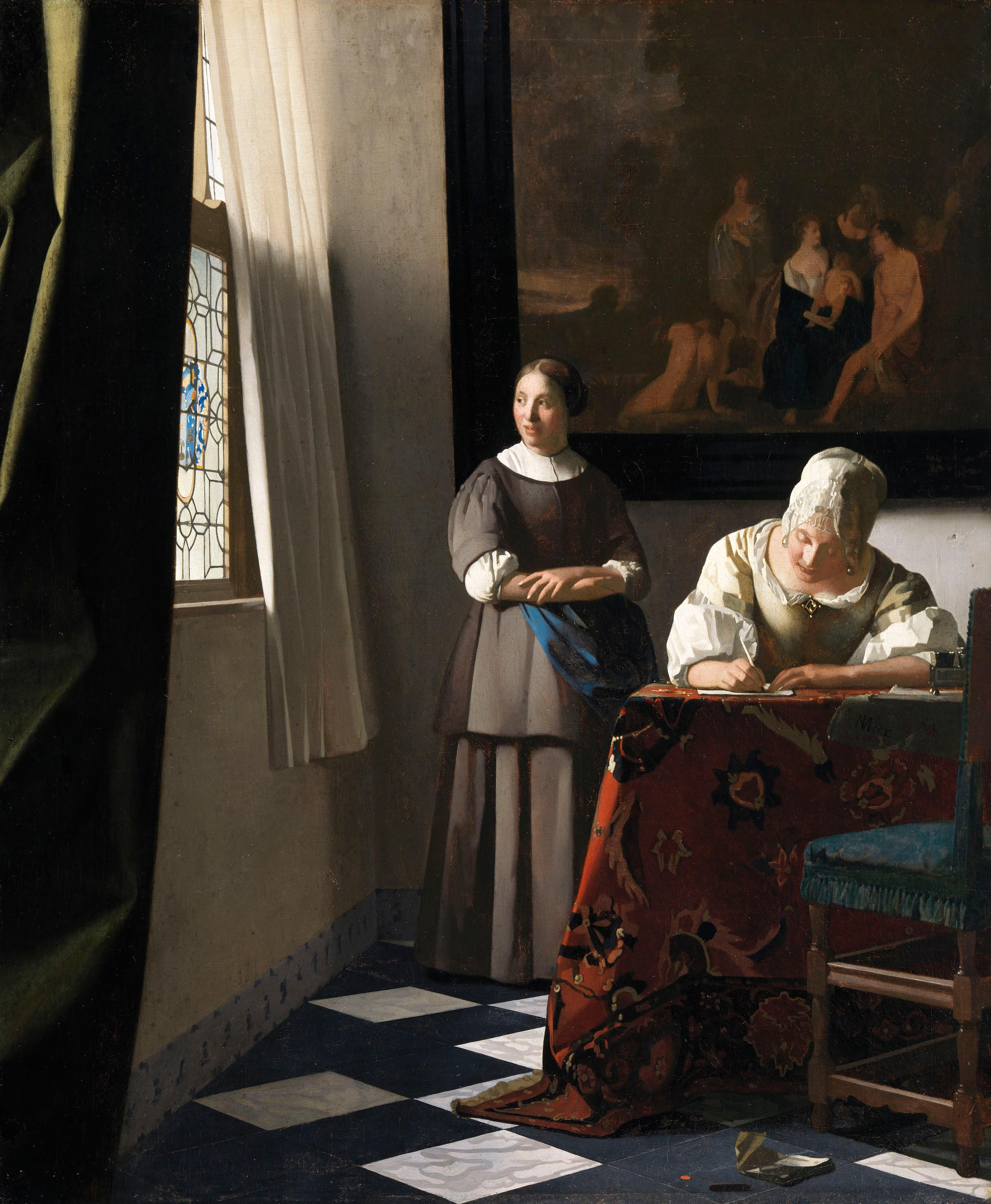
Jan Vermeer Briefschreiberin und Dienstmagd
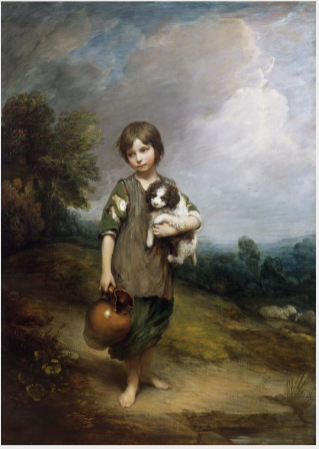
Thomas Gainsborough Cottage Mädchen mit Hund und Krug
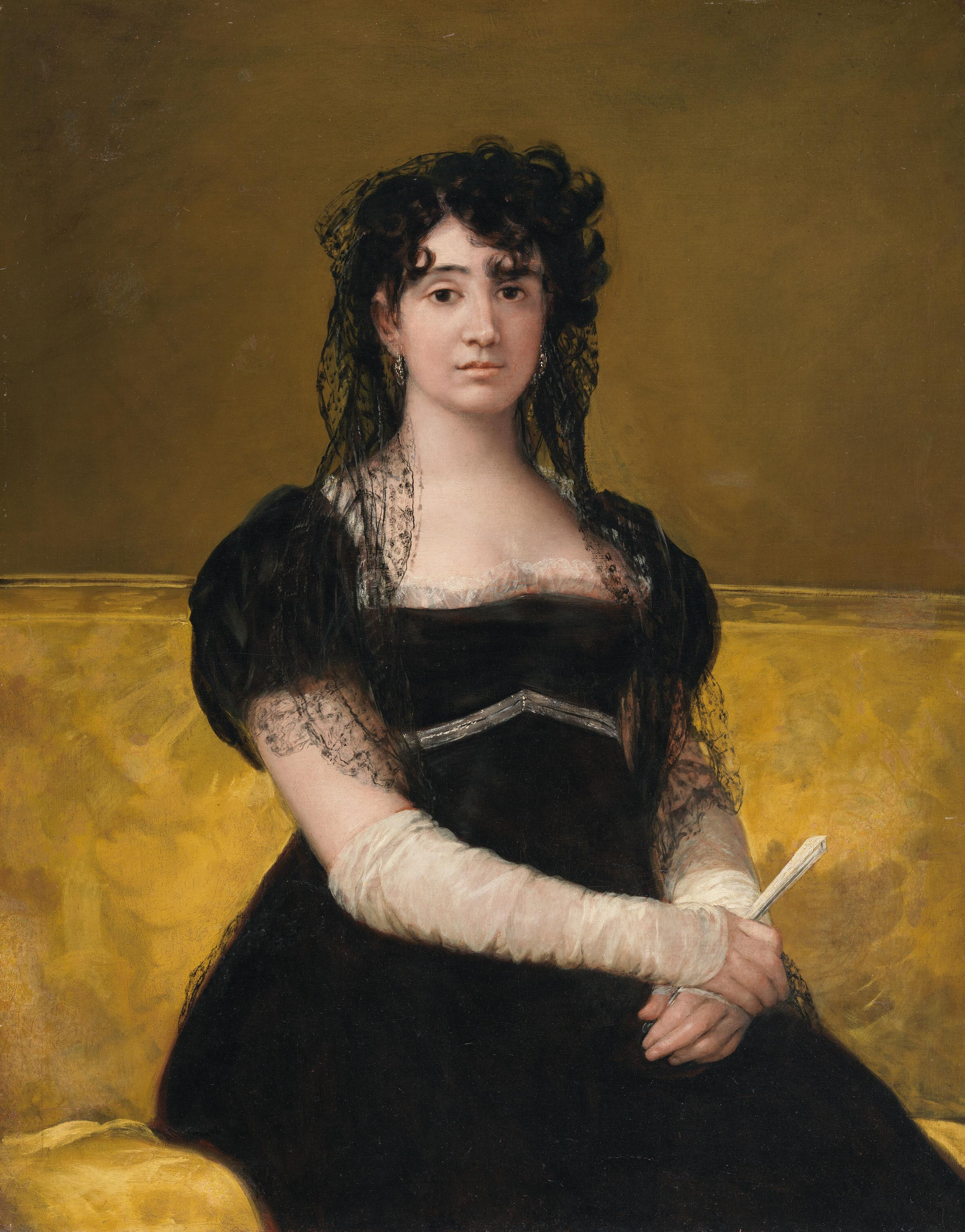
Goya Portrait Antonia Zárate
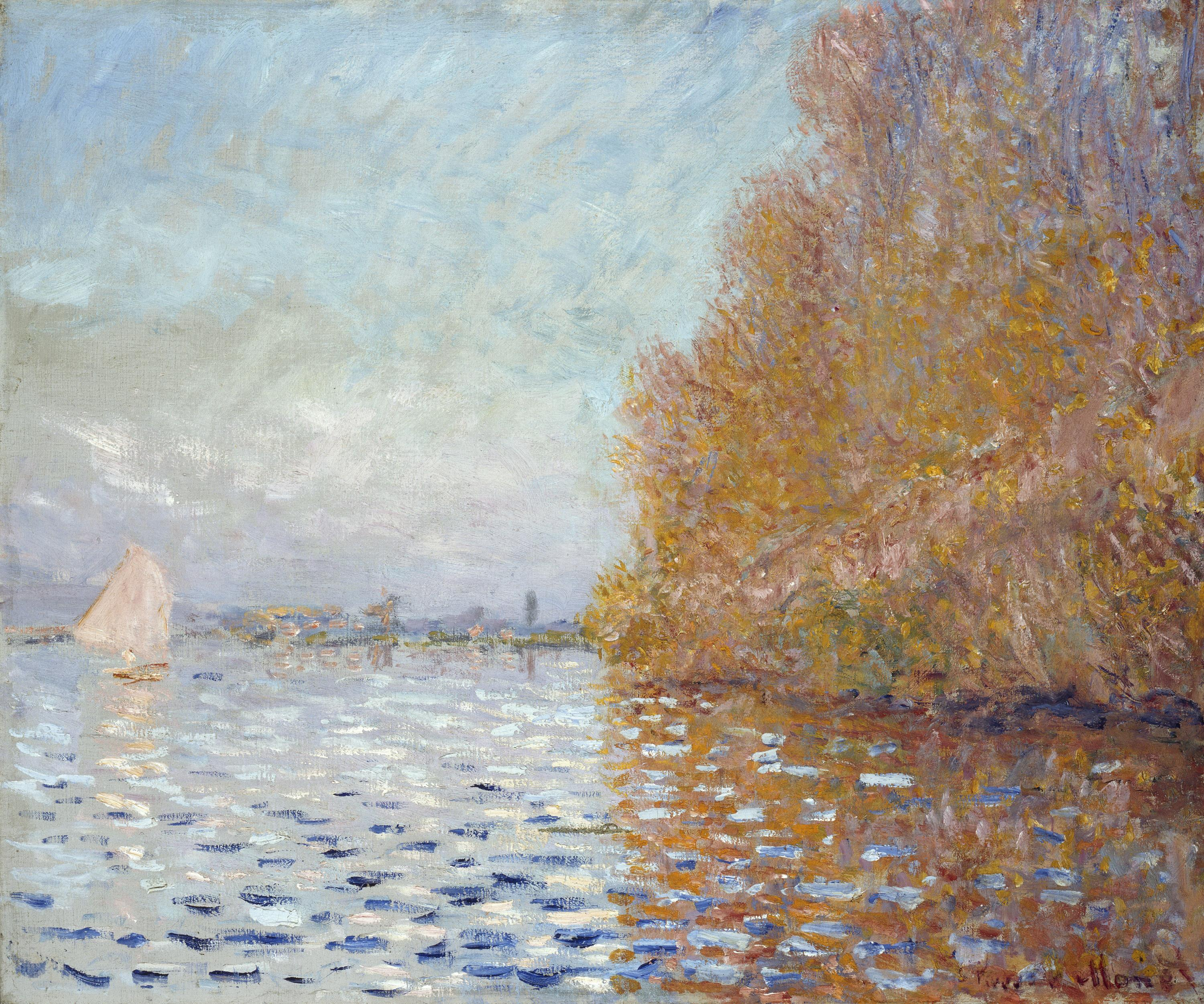
Claude Monet Die Bucht von Argenteuil mit einem Segelboot
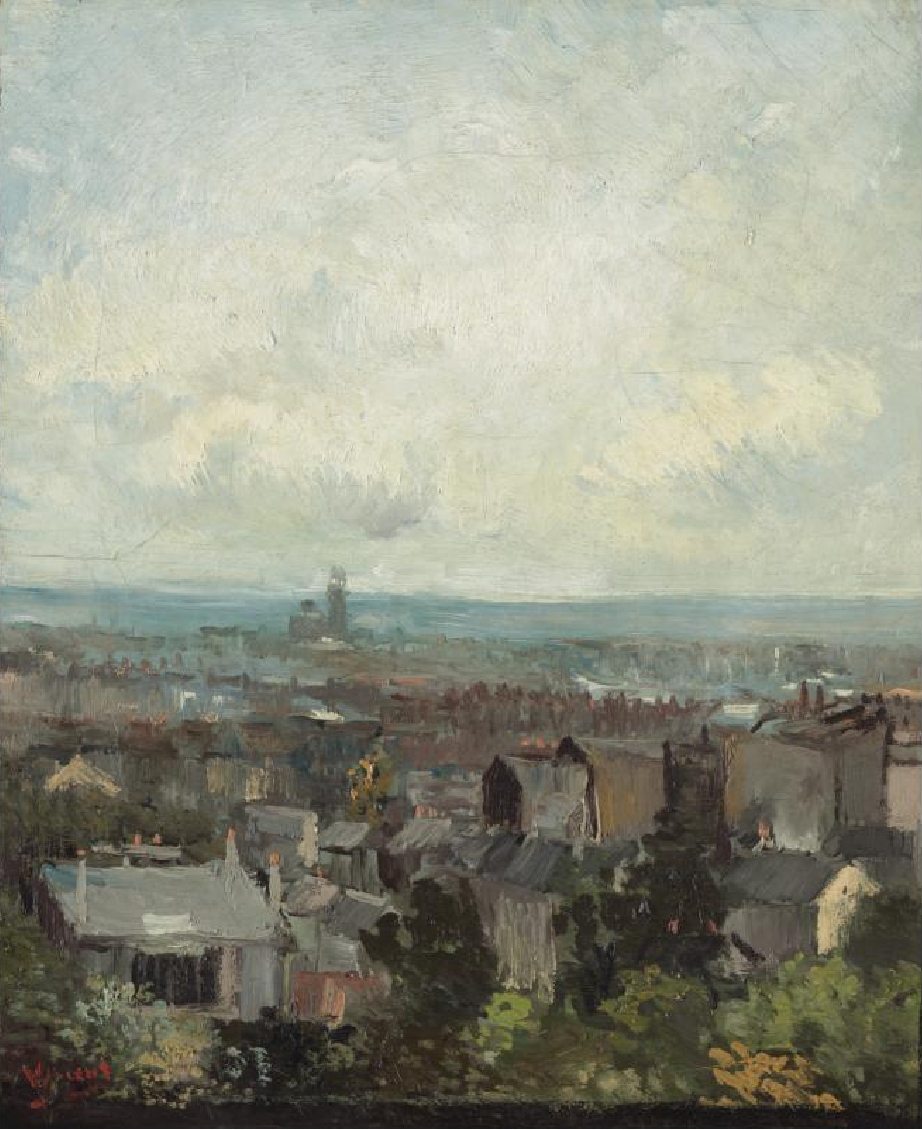
Vincent van Gogh Blick auf Paris vom Montmartre
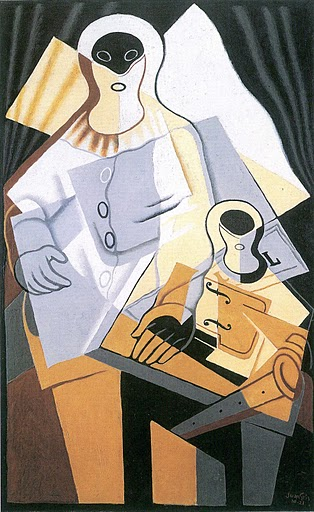
Juan Gris Pierrot